# Just a Touch
Just a Touch is de negentiende aflevering van het tiende seizoen van de televisieserie ER, die voor het eerst werd uitgezonden op 22 april 2004.

## Verhaal
Dr. Pratt voert bij een patiënte een borstonderzoek uit, later vertelt de patiënte tegen dr. Weaver dat dr. Pratt volgens haar dit te leuk vond. 
Lockhart loopt stage op de afdeling psychiatrie en vraagt zich af hoe zij contact kan krijgen met een patiënt. Ondertussen ontdekt zij dat dr. Carter haar studiekosten heeft betaald en voelt zich hier ongemakkelijk onder.
Rasgotra loopt nu haar stage in een onderzoekslaboratorium en ontdekt al snel dat haar medestudenten er rare gewoontes op na houden.
Dr. Weaver besluit te vechten voor haar zoon Henry, zij krijgt alvast voor elkaar dat zij bezoekrecht krijgt voor de weekenden. 
Taggart weet niet wat zij aan moet met de plotselinge terugkeer van Steve, de vader van Alex. Het wordt nog moeilijker als blijkt dat Steve weer een relatie wil met haar.
Dr. Kovac is niet blij met de terugkeer van Steve en wacht wantrouwend af wat hij van plan is.
Dr. Jing-Mei is bijna emotioneel uitgeput met haar zieke vader, hij maakt het haar zeer lastig bij het verzorgen van hem. Zij krijgt even rust als haar vader opgenomen moet worden in het ziekenhuis. 

## Rolverdeling

### Hoofdrollen
- Noah Wyle - Dr. John Carter
- Mekhi Phifer - Dr. Gregory Pratt
- Alex Kingston - Dr. Elizabeth Corday
- Goran Višnjić - Dr. Luka Kovac
- Ming-Na - Dr. Jing-Mei Chen
- Laura Innes - Dr. Kerry Weaver
- Paul Blackthorne - Dr. Jeremy Lawson
- Scott Grimes - Dr. Archie Morris
- Maury Sterling - Dr. Nelson
- Linda Cardellini - verpleegster Samantha 'Sam' Taggart
- Oliver Davis - Alex Taggart
- Deezer D - verpleger Malik McGrath
- Pamela Sinha - verpleegster Amira
- Lyn Alicia Henderson - ambulancemedewerker Pamela Olbes
- Louie Liberti - ambulancemedewerker Bardelli
- Parminder Nagra - Neela Rasgrota
- Maura Tierney - Abby Lockhart
- Abraham Benrubi - Jerry Markovic
- Rossif Sutherland - Lester Kertzenstein

### Gastrollen (selectie)
- Steven Culp - Dave Spencer
- Renée Victor - Florina Lopez
- Tito Ortiz - Carlos Lopez
- Eugene Byrd - James Connor
- George Cheung - Mr. Chen
- Archie Kao - Yuri
- David Kaufman - Nick Dunn
- Ashley Laurence - Campbell
- John Prosky - Mr. Brooks
- Cole Hauser - Steve Curtis
- Kevin Sussman - Colin